# Bosone d'Arles
Bosone d'Arles, o Bosone di Toscana o Bosone VI di Provenza (885 circa – dopo il  936), è stato conte d'Avignone dal 911, conte d'Arles e governatore della Provenza, dal 926 e Margravio di Toscana dal 931 al 936.

## Origine
Figlio secondogenito del conte di Arles, Tebaldo e di Berta di Lotaringia.

## Biografia
Sua madre Berta, rimasta vedova tra l'887 e l'895, sposò in seconde nozze il marchese di Toscana, Adalberto II Ricco.
Berta intervenne spesso nelle vicende e negli affari del regno d'Italia cosa che influenzerà la vita futura di Bosone.
All'inizio del X secolo, Bosone si sposò con una donna di cui non si conoscono né il nome né gli ascendenti.
Nel 911, dopo che suo fratello Ugo era stato nominato marchese di Provenza, dal re di Provenza e imperatore Ludovico il Cieco, Bosone ottenne il titolo di conte di Avignone; poi, nel 912, sposò in seconde nozze Willa II di Borgogna, figlia del re di Borgogna Rodolfo I e di Willa di Provenza.
Nel 926 successe al fratello Ugo nel titolo di duca d'Arles e sempre nel 926, quando il fratello Ugo divenne re d'Italia, lo rilevò come governatore (reggente del regno) della Provenza.
Nel 931, secondo il cronista Liutprando, influenzato dalla moglie di Bosone, Willa, Ugo destituì il marchese di Toscana, il fratellastro Lamberto, che fu esautorato e fatto accecare e Bosone divenne marchese di Toscana.
Nello stesso anno lasciò l'incarico di reggente della Provenza al genero Bosone di Borgogna (figlio di Riccardo il Giustiziere e fratello del re di Francia Rodolfo), che lo mantenne sino al 933, quando la Provenza passò al re di Borgogna Transgiurana Rodolfo II di Borgogna.
Nel 936, sempre secondo Liutprando, l'ambizione sfrenata di Willa spinse Bosone a ribellarsi al fratello Ugo. Willa fu inviata in Borgogna, presso la famiglia d'origine, mentre Bosone fu destituito e fatto arrestare dal fratello Ugo, che nel 937 fu sostituito come marchese di Toscana dal nipote Uberto.
Di Bosone non si conosce la data esatta della morte.

## Discendenza
Bosone dalla prima moglie ebbe un figlio:
- Rotboldo il Vecchio (ca.907-950), marito di Ermengarda d'Aquitania, figlia del duca d'Aquitania Guglielmo il Pio.

Bosone da Willa ebbe quattro figlie:
- Willa (912- dopo il 963), sposò, nel 930, il futuro re d'Italia Berengario II
- Berta (ca. 913- dopo il 18 agosto 965), sposò in prime nozze il conte Bosone di Borgogna (895-935); rimasta vedova, nel 936 si risposò col conte Raimondo II di Rouergue (?-† 961)
- Richilde
- Gisella.

## Ascendenza
|                          |           |                       | Genitori     |  |  | Nonni |  |  | Bisnonni          |  |  | Trisnonni |  |
|                          |           |                       |              |  |  |       |  |  | Bosone il Vecchio |  |  | …         |  |
|                          |           |                       |              |  |  |       |  |  | Bosone il Vecchio |  |  | …         |  |
|                          |           | …                     |              |  |  |       |  |  | Bosone il Vecchio |  |  |           |  |
| Uberto del Vallese       |           |                       |              |  |  |       |  |  | Bosone il Vecchio |  |  |           |  |
|                          |           | …                     | …            |  |  |       |  |  |                   |  |  |           |  |
|                          |           | …                     | …            |  |  |       |  |  |                   |  |  |           |  |
|                          |           | …                     | …            |  |  |       |  |  |                   |  |  |           |  |
| Tebaldo d'Arles          |           | …                     |              |  |  |       |  |  |                   |  |  |           |  |
|                          |           | …                     | …            |  |  |       |  |  |                   |  |  |           |  |
|                          |           | …                     | …            |  |  |       |  |  |                   |  |  |           |  |
|                          |           | …                     | …            |  |  |       |  |  |                   |  |  |           |  |
| …                        |           | …                     |              |  |  |       |  |  |                   |  |  |           |  |
|                          |           | …                     | …            |  |  |       |  |  |                   |  |  |           |  |
|                          |           | …                     | …            |  |  |       |  |  |                   |  |  |           |  |
|                          |           | …                     | …            |  |  |       |  |  |                   |  |  |           |  |
| Bosone d'Arles           |           | …                     |              |  |  |       |  |  |                   |  |  |           |  |
|                          | Lotario I | Ludovico il Pio       |              |  |  |       |  |  |                   |  |  |           |  |
|                          | Lotario I | Ludovico il Pio       |              |  |  |       |  |  |                   |  |  |           |  |
|                          | Lotario I | Ermengarda di Hesbaye |              |  |  |       |  |  |                   |  |  |           |  |
| Lotario II di Lotaringia | Lotario I |                       |              |  |  |       |  |  |                   |  |  |           |  |
|                          |           | Ermengarda di Tours   | Ugo di Tours |  |  |       |  |  |                   |  |  |           |  |
|                          |           | Ermengarda di Tours   | Ugo di Tours |  |  |       |  |  |                   |  |  |           |  |
|                          |           | Ermengarda di Tours   | Ava/Bava     |  |  |       |  |  |                   |  |  |           |  |
| Berta di Lotaringia      |           | Ermengarda di Tours   |              |  |  |       |  |  |                   |  |  |           |  |
|                          |           | …                     | …            |  |  |       |  |  |                   |  |  |           |  |
|                          |           | …                     | …            |  |  |       |  |  |                   |  |  |           |  |
|                          |           | …                     | …            |  |  |       |  |  |                   |  |  |           |  |
| Waldrada di Wormsgau     |           | …                     |              |  |  |       |  |  |                   |  |  |           |  |
|                          |           | …                     | …            |  |  |       |  |  |                   |  |  |           |  |
|                          |           | …                     | …            |  |  |       |  |  |                   |  |  |           |  |
|                          |           | …                     | …            |  |  |       |  |  |                   |  |  |           |  |
|                          |           | …                     |              |  |  |       |  |  |                   |  |  |           |  |